# Спидкубинг
Спидкубинг (англ. speedcubing, от speed — скорость + cubing — сборка Кубика) — вид спорта по скоростной сборке Кубика Рубика и некоторых других шарнирных головоломок. Официальные соревнования проводятся Всемирной ассоциацией кубика (World Cube Association, США). Каждые два года проходят чемпионаты Европы, Азии, а также чемпионат мира.

## Описание
Согласно правилам WCA, участники приносят на соревнование свой кубик. Перед сборкой кубы должны быть перемешаны по алгоритму (scramble), сгенерированному компьютером с помощью программы TNoodle (для куба 3×3×3, для других головоломок есть отдельные программы генерации скрамблов). При этом у всех участников начальные позиции перемешанного кубика (скрамблы) должны быть одинаковыми.
Таймер взят из чемпионатов по сборке пирамид из стаканов: отсчёт времени начинается, когда игрок отнимает первую руку от сенсора, и заканчивается, когда возвращает последнюю руку на сенсор.
Победитель определяется не по результату единичной сборки, а по среднему времени из пяти попыток, при этом лучшая и худшая попытки не учитываются, а вычисляется среднее из оставшихся трёх. Однако в других дисциплинах могут использоваться и иные варианты: среднее из трёх (например, для куба 7×7×7), лучшее из трёх (сборка вслепую).
На данный момент одним из самых популярных методов скоростной сборки является метод Джессики Фридрих. Более продвинутые спидкуберы изучают алгоритмы, объединяющие два этапа сборки последнего слоя в один.
Помимо категорий по кубикам типа Рубика соревнования проходят в категориях Мегаминкс, Часы Рубик, Скьюб, Square-1.

## Рекорды[6]

### Кубики
| Вид сборки                      | Время, с                     | Год        | Спидкубер                                                                                    |
| Кубик 2×2                       | Кубик 2×2                    | Кубик 2×2  | Кубик 2×2                                                                                    |
| ------------------------------- | ---------------------------- | ---------- | -------------------------------------------------------------------------------------------- |
| Обычная                         | 0,43                         | 2023       | Teodor Zajder (Польша)                                                                       |
| Обычная                         | 0,88 (среднее из 5 сборок)   | 2025       | Yiheng Wang (Китай)                                                                          |
| Кубик 3×3                       |                              |            |                                                                                              |
| Обычная                         | 3,05                         | 2025       | Xuanyi Geng (Китай)                                                                          |
| Обычная                         | 3,90 (среднее из 5)          | 2025       | Yiheng Wang (Китай)                                                                          |
| Одной рукой                     | 5,66                         | 2024       | Dhruva Sai Meruva (Швейцария)                                                                |
| Одной рукой                     | 7,72 (среднее из 5)          | 2025       | Luke Garrett (США)                                                                           |
| Вслепую                         | 12,00                        | 2024       | Tommy Cherry (США)                                                                           |
| Вслепую                         | 14,05 (среднее из 3)         | 2024       | Tommy Cherry                                                                                 |
| На минимальное количество ходов | 16 ходов                     | 2019, 2024 | Sebastiano Tronto (Италия) Aedan Bryant (США) Levi Gibson (США) Jacob Sherwen Brown (Англия) |
| На минимальное количество ходов | 19,67 ходов (среднее из 3)   | 2025       | Radomił Baran (Польша)                                                                       |
| Ногами                          | 17,10                        | 2019       | Lim Hung (Малайзия)                                                                          |
| Ногами                          | 23,29 (среднее из 5)         | 2019       | Lim Hung                                                                                     |
| Кубик 4×4                       |                              |            |                                                                                              |
| Обычная                         | 15,71                        | 2024       | Макс Парк (США)                                                                              |
| Обычная                         | 19,17 (среднее из 5)         | 2025       | Tymon Kolasiński (Польша)                                                                    |
| Вслепую                         | 51,96                        | 2023       | Stanley Chapel (США)                                                                         |
| Вслепую                         | 59,39 (среднее из 3)         | 2025       | Stanley Chapel                                                                               |
| Кубик 5×5                       |                              |            |                                                                                              |
| Обычная                         | 30,45                        | 2024       | Tymon Kolasiński (Польша)                                                                    |
| Обычная                         | 34,31 (среднее из 5)         | 2025       | Tymon Kolasiński (Польша)                                                                    |
| Вслепую                         | 2 м. 2,28 с.                 | 2025       | Stanley Chapel (США)                                                                         |
| Вслепую                         | 2 м. 27,63 с. (среднее из 3) | 2019       | Stanley Chapel                                                                               |
| Кубик 6×6                       |                              |            |                                                                                              |
| Обычная                         | 57,69                        | 2025       | Макс Парк (США)                                                                              |
| Обычная                         | 1 м. 5,66 с. (среднее из 3)  | 2024       | Макс Парк                                                                                    |
| Кубик 7×7                       |                              |            |                                                                                              |
| Обычная                         | 1 м. 34,15 с.                | 2024       | Макс Парк (США)                                                                              |
| Обычная                         | 1 м. 39,68 с. (среднее из 3) | 2024       | Макс Парк                                                                                    |

### Другие головоломки
| Время, с             | Год       | Спидкубер                       |
| Пирамидка            | Пирамидка | Пирамидка                       |
| -------------------- | --------- | ------------------------------- |
| 0,73                 | 2023      | Simon Kellum (США)              |
| 1,15 (среднее из 5)  | 2024      | Sebastian Lee (Австралия)       |
| Скьюб                |           |                                 |
| 0,75                 | 2024      | Carter Kucala (США)             |
| 1,37 (среднее из 5)  | 2025      | Ignacy Samselski (Польша)       |
| Square-1             |           |                                 |
| 3,41                 | 2024      | Ryan Pilat (США)                |
| 4,63 (среднее из 5)  | 2025      | Sameer Aggarwal (США)           |
| Мегаминкс            |           |                                 |
| 22,89                | 2025      | Aidan Grainger (Великобритания) |
| 25,36 (среднее из 5) | 2025      | Тимофей Тарасенко (Россия)      |
| Часы Рубика          |           |                                 |
| 1,64                 | 2025      | Volodymyr Kapustianskyi (США)   |
| 2,28 (среднее из 5)  | 2025      | Lachlan Gibson (Новая Зеландия) |

- Кубик 2×2
- Кубик 3×3
- Пирамидка
- Скьюб
- Мегаминкс

## В России
8 марта 2009 года прошёл первый официальный чемпионат России, победителем стал Антон Ростовиков. 26—27 ноября 2011 года в Москве прошёл официальный открытый чемпионат России, в котором приняли участие около 60 человек в дисциплинах от 2×2×2 до 7×7×7, а также сборка кубика Рубика вслепую. Чемпионом в дисциплине 3×3×3 стал Рябко Сергей со средним результатом в финале 10,65 секунды. Рекорд России в единичной сборке принадлежит Алексею Цветкову, он собрал головоломку за 3,95 секунды на соревнованиях Nitra Open 2025.

## Чемпионат Европы 2010
С 1 по 3 октября 2010 года в Будапеште прошёл чемпионат Европы, собравший участников, соревновавшихся в различных дисциплинах. Чемпионом Европы в сборке классического кубика 3×3×3 стал российский спидкубер Сергей Рябко, опередивший в финале в том числе действующего на тот момент рекордсмена в единичной попытке Эрика Аккерсдейка, со средним временем в финале 10,31 секунды.

## Чемпионат Европы 2012
С 12 по 14 октября 2012 года во Вроцлаве (Польша) прошёл чемпионат Европы. Чемпионом второй раз подряд стал участник из России Сергей Рябко, опередивший чемпиона мира. Среднее время Сергея составило 8,89 сек.

## Сборка роботами
Первым роботом, собравшим кубик Рубика, стал RuBot II (попал в книгу рекордов Гиннеса 2010 года); время сборки — не более 50 секунд.
В октябре 2011 года робот CubeStormer II, специально собранный из 4 наборов конструктора Lego Mindstorms, побил рекорд человека и собрал кубик за 5,53 секунды (рекорд был установлен не в присутствии комиссии WCA, и, следовательно, официальным не является, а неофициальный рекорд, установленный человеком, ещё меньше).
В марте 2014 года созданный за полтора года инженерами Дэвидом Гилдэем (англ. David Gilday) и Майком Добсоном (англ. Mike Dobson) CubeStormer III из деталей того же конструктора Lego Mindstorms и с ARM-мозгом в виде смартфона Samsung Galaxy S4, собрал головоломку за 3,253 секунды.
В ноябре 2015 года машина, созданная Захарией Громко (Zackary Gromko), студентом из США, собрала кубик Рубика за 2,39 секунды.
В январе 2016 года Джей Флэтленд (англ. Jay Flatland) и Пол Роуз (англ. Paul Rose) из Канзаса показали свой компьютер официальному представителю Книги рекордов Гиннесса: системе хватило 0,9 секунды.
В январе 2018 года специалист по робототехнике Бен Кац (Ben Katz) и разработчик программного обеспечения Джаред Ди Карло (Jared Di Carlo) создали робота, который способен собрать кубик Рубика за 0,38 секунды.
В мае 2024 года робот, созданный инженерами Mitsubishi Electric, обновил предыдущий рекорд Книги рекордов Гиннесса, собрав Кубик Рубика за 0,305 секунд.